# 武吉知馬高速公路
武吉知馬高速公路（英語：Bukit Timah Expressway，簡稱BKE），長10 km（6.2 mi），是新加坡一條高速公路，南端始於新加坡中區的武吉知馬，接連泛島高速公路，一直北延至兀蘭檢查站及新柔長堤。

## 歷史
武吉知馬高速公路的建造於1983年開始，分為兩個階段。第一階段由兀蘭至萬禮路，第二階段由萬禮路至泛島高速公路。整個工程於1985年完成，高速公路於同年12月通車。在克蘭芝高速公路和濱海高速公路通車前，武吉知馬高速公路是新加坡最短的高速公路。

## 圖集

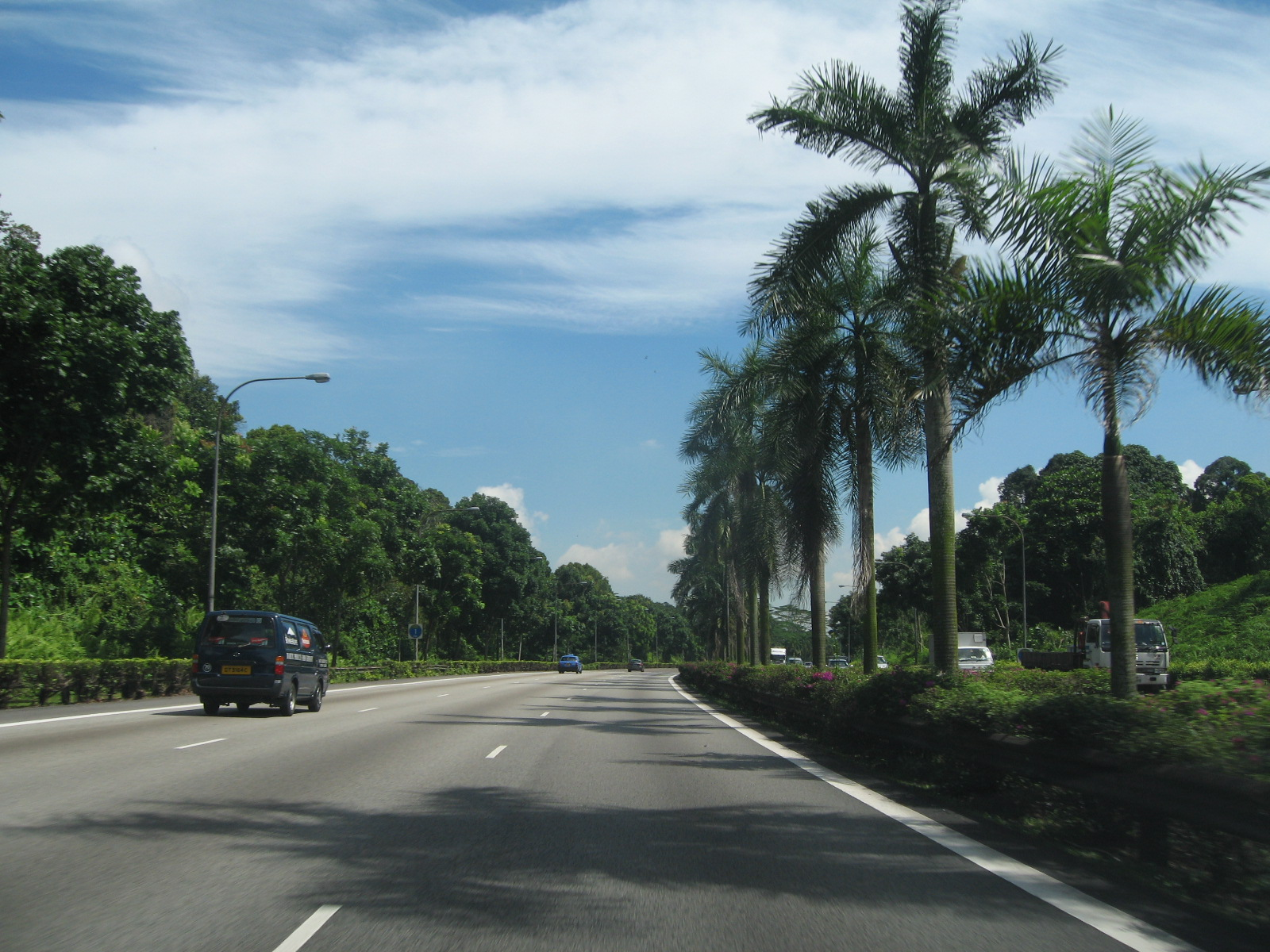
武吉知馬高速公路北行往馬來西亞新山方向
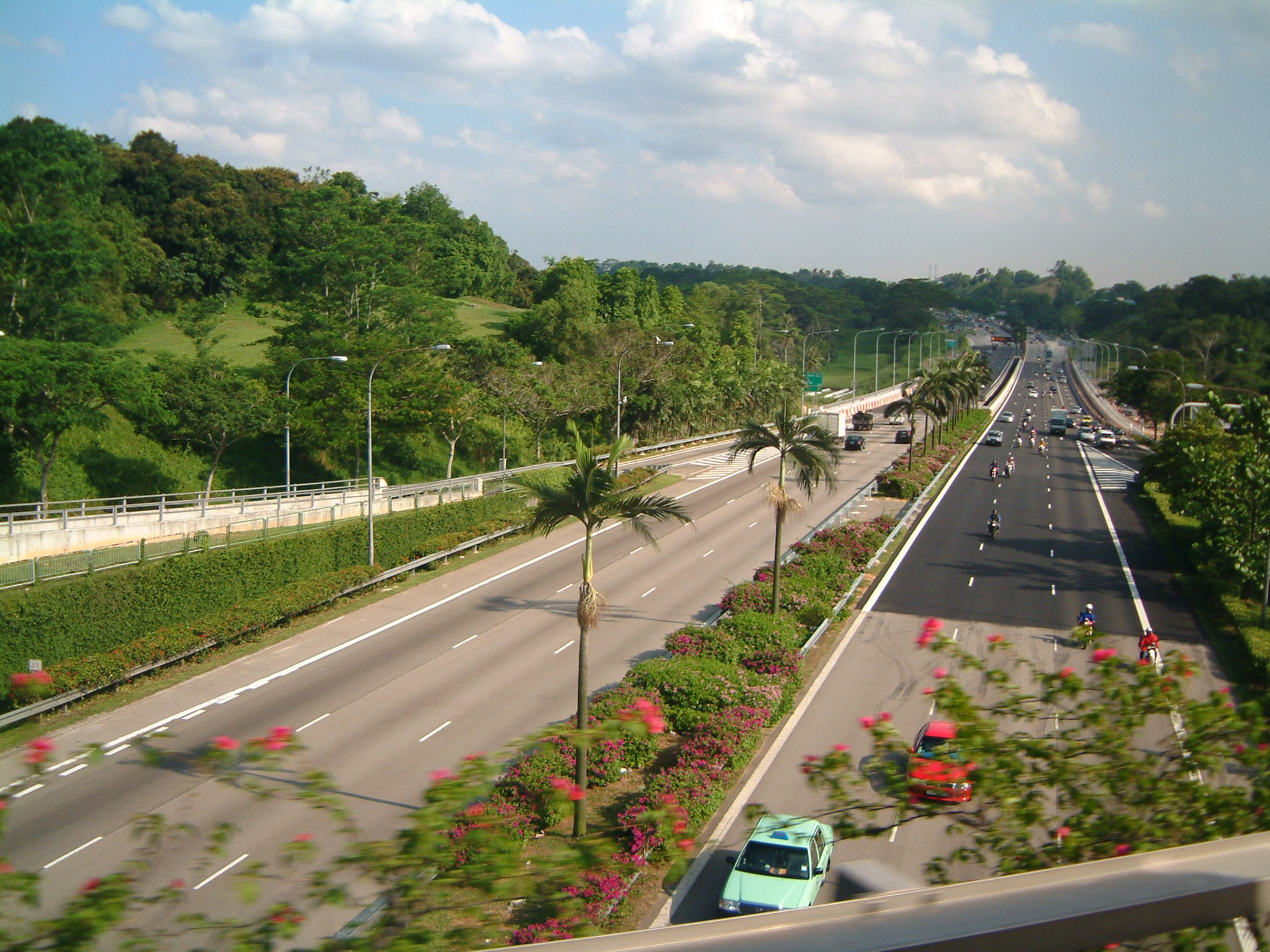
武吉知馬高速公路南行往泛島高速公路方向

## 外部連結
- Traffic cameras monitoring the BKE
- LTA press release on the partial widening of the BKE
- 维基共享资源上的相關多媒體資源：武吉知馬高速公路

1°23′29″N 103°46′20″E / 1.3915°N 103.7721°E